# Cailleville
Cailleville ist eine französische Gemeinde mit 247 Einwohnern (Stand 1. Januar 2022) im Département Seine-Maritime in der Region Normandie. Sie gehört zum Arrondissement Dieppe und zum Kanton Saint-Valery-en-Caux. Die Einwohner werden Caillevillais genannt.

## Bevölkerungsentwicklung
| Jahr      | 1962 | 1968 | 1975 | 1982 | 1990 | 1999 | 2007 | 2015 |
| Einwohner | 215  | 185  | 140  | 188  | 208  | 231  | 258  | 268  |

## Sehenswürdigkeiten
- Kirche Saint-Aubin